# Alexander D. Goode
Alexander D. Goode, ameriški vojaški kaplan, * 10. maj 1911, † 3. februar 1943.
Goode je bil rabin in poročnik-kaplan Kopenske vojske ZDA. Bil je eden od štirih kaplanov, ki so dali svoja življenja, da so rešili druge vojake med potopitvijo transportne ladje USAT Dorchester med drugo svetovno vojno.

## Življenje
Rodil se je leta 1911 v družini rabina v Brooklynu; bil je eden od štirih otrok. Kot dober športnik se je odlikoval na srednji šoli. Rabin je postal po diplomiranju na Univerzi v Cincinnatiju in Hebrejskem zveznem kolidžu (1937). Leta 1940 je prejel doktorat na Univerzi Johnsa Hopkinsa. Kot rabin je deloval v Marionu (Indiana) in Yorku (Pensilvanija).
Potem, ko je Japonska napadla ZDA, se je želel kot kaplan pridružil Vojni mornarici ZDA, a so ga zavrnili. Naslednje leto pa ga je sprejela Kopenska vojska ZDA.
Pozno leta 1942 je bil premeščen v Camp Myles Standish (Taunton, Massachusetts), kjer je končal Kaplansko šolo na Univerze Harvard. Tu je spoznal tudi preostale tri kaplane iz četverice.

## Smrt
Vsi štirje so se januarja 1943 vkrcali na transportno ladjo USAT Dorchester, na krovu katere je bilo čez 900 vojakov na poti v Veliko Britanijo preko Grenlandije. 
2. februarja 1943 je nemška podmornica U-223 opazila konvoj ladij, v kateri je plula tudi Dorchester. Približala se je konvoju in izstrelila torpedo, ki je zadel Dorchester malo po polnoči. Stotine vojakov so v paniki napolnili krov ladje in se pričeli vkrcavati na rešilne čolne. Nekaj čolnov je bilo poškodovanih in tako neuporabnih; štirje kaplani so pričeli organizirati prestrašene vojake. Pričeli so deliti rešilne jopiče iz shramb; ko jih je zmanjkalo, so se odpovedali svojim in jih dali vojakom. Potem, ko so ladjo zapustili zadnji rešilni čolni, so kaplani ostali na krovu s preostalimi vojaki, ki niso uspeli zapustiti ladje in jih vodili v molitev. 27 minut po udaru torpeda je Dorchester potonil s 672 ljudmi na krovu. Preživeli so nazadnje videli štiri kaplane, ko so stali na krovu, držeč se za roke in v molitvi.

## Družina
Leta 1935 se je poročil s Tereso Flax, nečakinjo Ala Jolsona, s katero sta imela eno hčerko, Rosalie.

## Spomin
Vsi štirje kaplani so bili odlikovani s Distinguished Service Cross in škrlatnim srcem. 3. februarja 1951 je predsednik ZDA Harry S. Truman odprl kapelo v njihovo čast v Grace Baptist Church (Filadelfija). Leta 1961 so ustanovili posebno medaljo - Chaplain's Medal for Heroism.